# (500582) 2012 UO88
(500582) 2012 UO88 es un asteroide perteneciente al cinturón de asteroides descubierto el 21 de octubre de 2012 por el equipo del Pan-STARRS desde el Observatorio de Haleakala, Hawái, Estados Unidos.

## Designación y nombre
Designado provisionalmente como 2012 UO88.

## Características orbitales
2012 UO88 está situado a una distancia media del Sol de 3,080 ua, pudiendo alejarse hasta 3,625 ua y acercarse hasta 2,535 ua. Su excentricidad es 0,176 y la inclinación orbital 1,567 grados. Emplea 1974,90 días en completar una órbita alrededor del Sol.

## Características físicas
La magnitud absoluta de 2012 UO88 es 17. 